# Античні Олімпійські ігри
Олімпійські змагання, Олімпійські ігри (грец. Ολυμπιακοί αγώνες) — загальногрецькі урочистості змагання культового характеру на честь Зевса Олімпійського, відомі з 776 року до н. е., які відбувалися кожні 4 роки у місті Олімпія на березі річки Алфей на Пелопоннесі. 394 року н. е. Олімпійські ігри було заборонено як язичницьке свято. Всього відбулося 293 олімпіади.
Олімпійські змагання були символом єдності грецьких міст-держав і відігравали велику роль у розвитку культури. За міфами, засновником Олімпійських змагань був Геракл, що присвятив їх Зевсові.

## Олімпійські ігри в міфах
Відомо кілька міфів про заснування Олімпійських ігор. Згідно з одним, Олімпійські ігри спершу були присвячені онукові Зевса, героєві Пелопу. Коли ж участь у них взяв його більш славетний нащадок Геракл Тіринфський, ігри присвятили вже йому. Інший міф, найвідоміший, говорить, що Геракл, завоювавши Еліду після здійснення своїх 12-ти подвигів, на добуті багатства заснував Олімпійські ігри, аби вшанувати свого батька Зевса. Там Геракл обніс парканом священний гай та спорудив шість вівтарів олімпійським богам (по вівтарю на кожну пару). Також він влаштував жертовне вогнище на честь свого прапрадіда Пелопа і відвів йому святилище. Геракл подолав на перших іграх всіх противників, крім одного, яким виявився сам Зевс у людській подобі.
Із праць Павсанія відомий варіант, що ігри заснував один з Дактилів на ім'я Геракл (не плутати з однойменним сином Зевса) на місці, де люди Золотої доби звели храм Кроноса і Зевс пізніше здобув перемогу над своїм батьком. Там Геракл одного разу викликав на змагання з бігу своїх братів. Переможця Пеона Геракл нагородив вінком з оливи, який приніс із Гіпербореї (або її вже було багато в околицях). Оскільки братів було п'ятеро, ігри спочатку проводилися щоп'ять років. Також згадується, що спочатку нагородою слугувала гілка яблуні, на сьомі ігри її замінив оливковою Іфіт за порадою оракула. Геракл пізніших часів, що був сином Зевса й Алкмени, відродив Олімпійські ігри.
Існують згадки, що Олімпійським іграм передували щорічні змагання жінок з бігу за право стати жрицею богині Гери — Герейські ігри. Коли ахейці принесли культ Зевса як чоловіка Гери, почали влаштовувати і змагання серед чоловіків.

## Історія

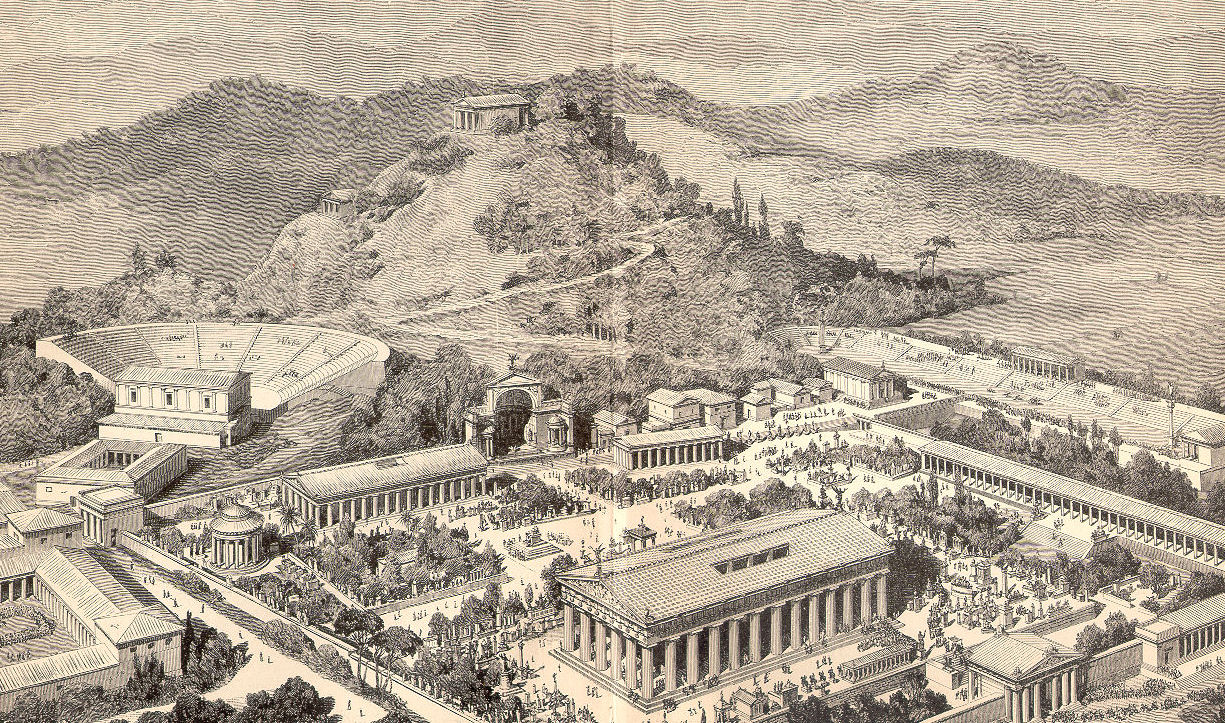
Малюнок стародавньої Олімпії

Поселення на території Олімпії відомі з III тисячоліття до н. е. Найдавніші архітектурні пам'ятки Олімпії сходять до першої половини II тисячоліття до н. е., до так званого середньоелладського періоду. Знайдені теракотові статуетки ідолів дозволяють припускати існування культових поклонінь в середньоелладський період. Однак в Олімпії того часу були відсутні храми навіть найшанованішим богам. Поклоніння і жертвоприношення відбувалися на вівтарях просто неба через абстрактність божеств, котрі не ототожнювалися з людськими образами.
У гомерівську епоху в Олімпії, крім богів, шанували Пелопа і його дружину Гіпподамію, котру вважали засновницею Герейських змагань серед дівчат. Для бігу їм надавався стадіон, а переможницям вручали вінки з гілок маслини і частину принесеної в жертву Гері корови, а також дозволяли ставити статуї з висіченими на постаментах іменами. З дорійським завоюванням Пелопоннесу велике значення в Олімпії починало надаватися фіванському герою Гераклу. Саме його нащадкам і легендарному царю Оксілу приписувалося це завоювання. Деякий час на долю Олімпії впливали спартанці, так легенда повідомляє, що етолієць з Еліди Іфіт, втомившись від війн, за порадою Дельфійського оракула уклав з ахейцем з Пізи Клеосфеном і дорійцем зі Спарти Лікургом договір про Олімпійські змагання, текст якого було записано на бронзовому диску. Традиція зводить початок Олімпійських ігор до 776 року до н. е., відколи відомо про переможця в бігу Коронбоса. Поступово перелік видів змагань розширювався, відповідно ігри ставали все видовищнішими.
Початково Олімпією керували Еліда й Піса, в обов'язки жерців яких входили спостереження за порядком і організація ігор. Період після перемоги Еліди над Пісою (VI—V століття до н. е.) був часом розквіту Олімпійського святилища. Ігри мали місцевий характер, але з 15-ї олімпіади в них брало участь населення Пелопонессу, а з 30-ї і всієї Греції. Від 40-х ігор відома участь жителів Малої Азії, Італії та Сицилії. Варвари могли відвідувати Олімпійські ігри тільки як глядачі. Коли в IV столітті до н. е. Олімпію завоював Александр Македонський, до участі допускалися люди з усього еллінського світу та Риму.
Останніми відомими переможцями ігор були Аврелій Зопір, Евкарпід та Філумен. В кінці античної епохи ігри зазнавали нападок войовничих християн і 394 року н. е., за імператора Феодосія, були заборонені.

## Проведення Олімпійських ігор

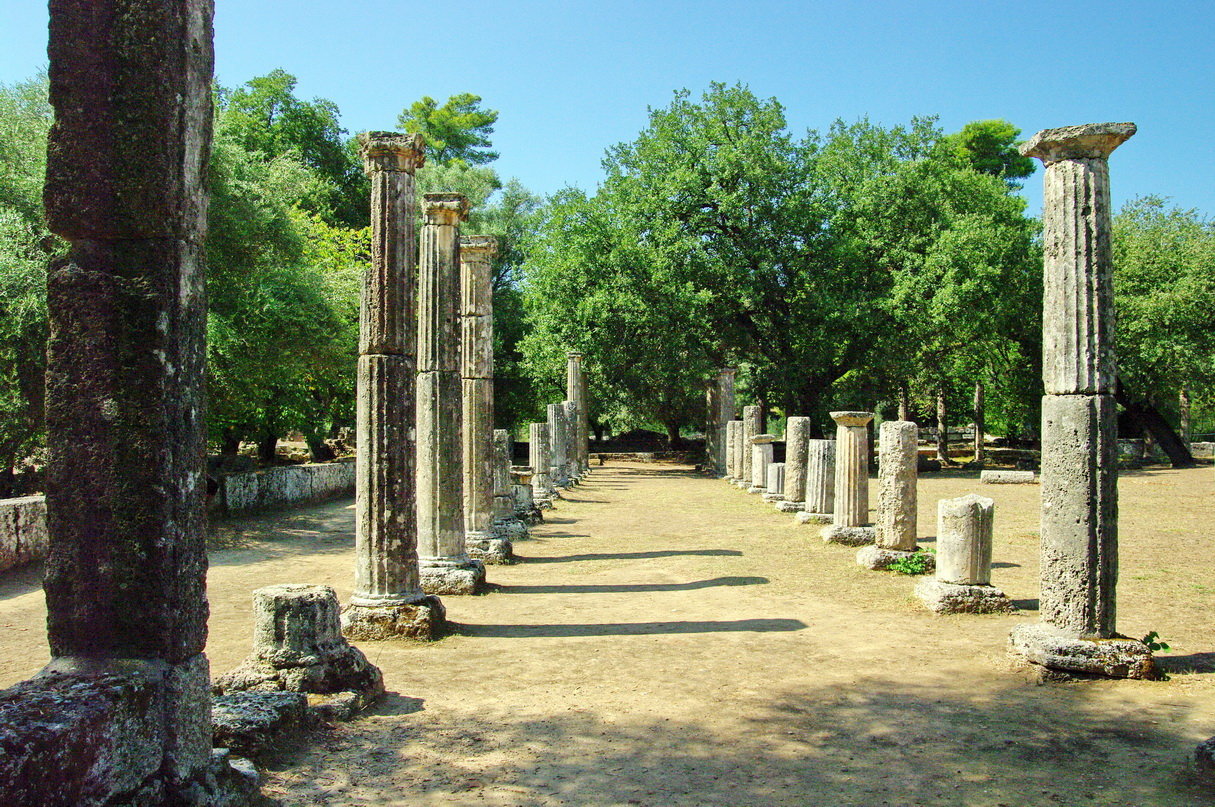
Руїни олімпійської палаестри (гімнастичної школи)

### Підготовка і організація
За переказом, правила проведення ігор установили Лікург Спартанський та Іфіт Елідський, котрі відновили їх проведення, перерване на якийсь період. Перед іграми до всіх царств вирушали посли спондофори, що оголошували про час відкриття. Від оголошення дати Олімпійських змагань на два місяці припинялися війни між грецькими царствами і встановлювалося священне перемир'я — екехірія. Еліда ставала священною територією, куди заборонялося входити зі зброєю.
Ігри спочатку тривали один день, а з набуттям загальногрецького значення у 472 році до н. е. — починалися 22 червня і тривали 5 днів. Організацію змагань доручали громадянам Еліди, з яких вибирали від 1 до 12 суддів-еланодиків. Брати участь в іграх могли тільки вільні елліни, котрі не здійснили кровопролиття. Спортсмени повинні були протягом 10 місяців, що передували Олімпійським змаганням, тренуватися в гімназії в Еліді. За місяць до відкриття ігор спортсмени прибували до Олімпії і під керівництвом досвідчених тренерів готувалися до змагань. До 720 року до н. е. учасники змагань носили пов'язки на стегнах, після — змагалися оголеними. В різні часи дозволялася участь жителів різних царств. Одруженим жінкам заборонялося відвідувати ігри, виняток становили жриці богині Деметри.
В перший день проводилися релігійні церемонії, хода між святилищами богів, приносилися жертви богам, а судді давали клятви чесно оцінювати успіхи й поразки. Від V ст. до н. е. учасниками Олімпійських змагань стали поети, які читали свої твори ввечері першого дня. Другого дня відбувалися змагання з бігу, третього — в єдиноборствах, четвертого — перегонах на колісницях і п'ятиборстві (метання диска, стрибки в довжину, метання списа, біг на короткі дистанції та боротьба). П'ятий день відводився для нагородження переможців та завершувальних церемоній.

### Види змагань

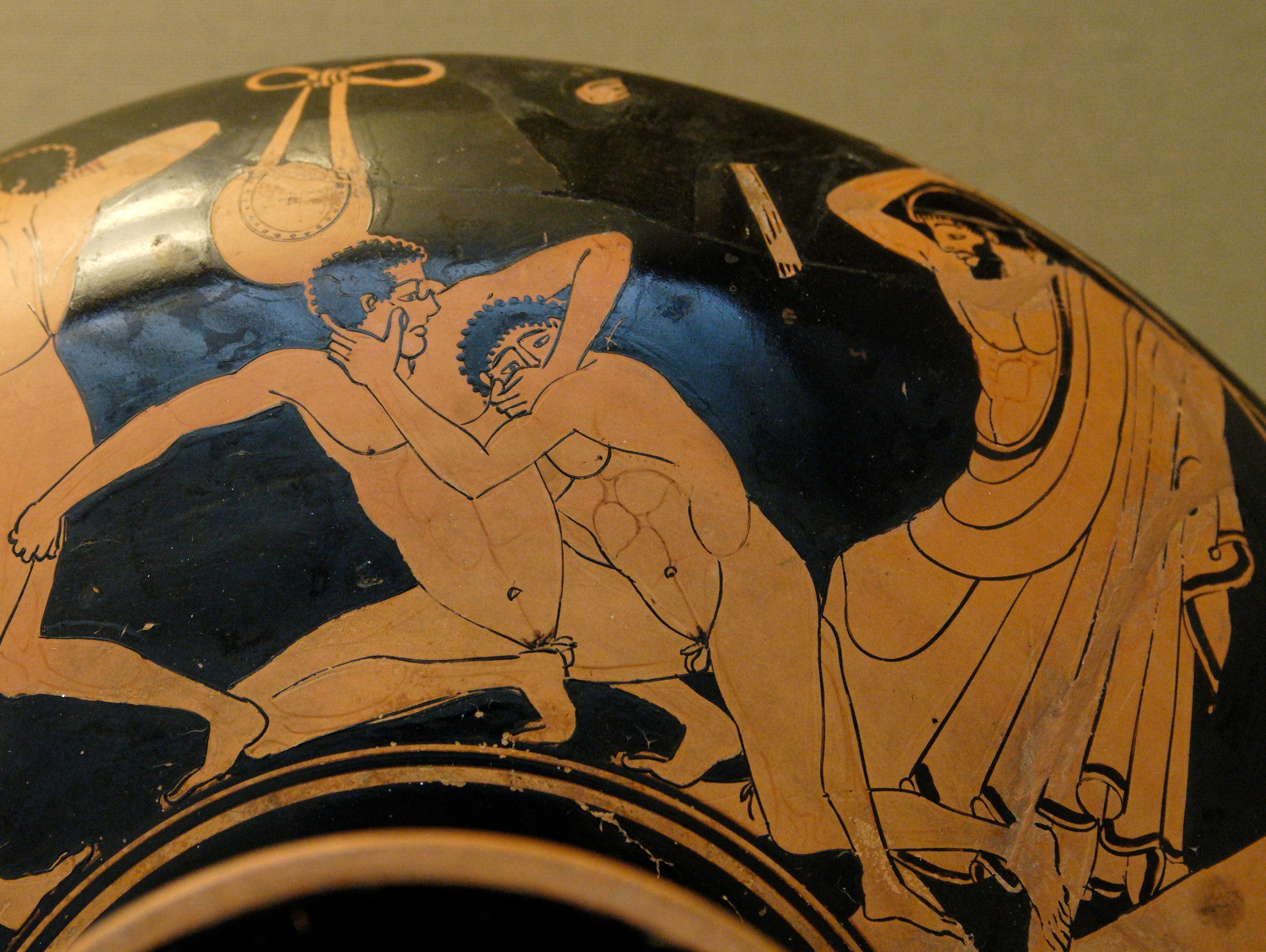
Зображення панкратіону на киліксі 490—480 до н. е.

- Змагання з бігу — відомі від перших Олімпійських ігор 776 року до н. е. та проводилися на 1 стадій (192, 27 м), 2 стадії (384, 54 м) та від 7 до 24 стадіїв. На середніх і довгих дистанціях біг відбувався до поворотного стовпа і назад. Крім того, існував біг на 2 стадії в гоплітських обладунках і зі щитом.
- Боротьба — була введена в 708 році до н. е. і передбачала захвати і кидки. Перемога зараховувалася за трикратний кидок противника на спину.
- Кулачні бої — відомі з 688 року до н. е. і передбачали перемогу нокаутом чи в разі визнання противником поразки.
- Панкратіон — був видом боротьби, введеним у 648 році до н. е., де дозволялося завдавати ударів кулаками, ліктями, колінами і ногами, застосовувати захвати, заломи, викручування суглобів. Бій тривав до визнання одним з бійців поразки, або його недієздатності.
- П'ятиборство — було введене 708 року до н. е. і включало метання диска, стрибки в довжину, метання списа, біг на короткі дистанції та боротьбу. Правила точно невідомі, але імовірно відбувалися на вибування учасників, поки не лишалося двоє, які й боролися за нагороду.
- Перегони на колісницях — відомі з 680 року до н. е.[11]. Також згадуються перегони верхи на конях, введені 648 року до н. е.[8].

### Нагородження і шанування переможців
Плутарх писав, що спочатку на Олімпійських іграх змагалися тільки в бігу, а також влаштовувався смертельний поєдинок між новим і колишнім переможцем, в якому переможений мусив загинути і начебто отримати після цього нове, безсмертне, життя. Але і переможець поточного року своєю чергою мусив прийняти обов'язок жерця і померти в наступні Олімпійські ігри. Піндар зазначав, що в давнину переможець в бігу, який вважався втіленням Зевса і Геракла, нового року, вбивав втілення Кроноса й Іфікла, старого року, в час сонцевороту (тобто, на язичницький Новий рік). На думку Павсанія, це символізувало перемогу Зевса над Кроносом.
З часом смертельний бій було заборонено, а як символ перемоги замість гілки яблуні на реформованих іграх вручалася гілка оливи. Переможці ігор називались олімпіоніками, в останній день свята вони одержували вінки з галузок священної маслини, пальмову гілку та титул «царя-Геракла». Переможець ішов попереду святкової ходи, обсипуваний листям, до храму Зевса, де їв м'ясо жертовного бика (вбивство якого замінило вбивство людини). При цьому прославлялася не сама перемога, а якості, завдяки яким переможець її здобув: доблесть, сміливість, благородний родовід. На честь триразового переможця ігор в Олімпії встановлювали його погруддя. Імена переможців та назви їхніх міст урочисто оголошували і влаштовували на їх честь бенкет. Однак ще в Піфагора (IV—V ст. до н. е.) є згадки про асоціацію нагородження переможця, з причини колишніх кривавих ритуалів, з нещастям для нього, тому він радив брати участь у змаганнях, але не вигравати їх.
Героя Олімпійських змагань урочисто зустрічали на батьківщині: складали жертву божеству міста, влаштовували бенкет і співали гімни на честь переможця. В Афінах його звільняли від податку та інших обтяжливих громадських обов'язків, йому давали найкраще місце в театрі тощо. У деяких містах Греції діти олімпіоніків теж користувалися привілеями.

Серед учасників і переможців Олімпійських ігор були відомі вчені та мислителі, зокрема Демосфен, Демокріт, Платон, Аристотель, Сократ, Піфагор, Гіппократ. Піфагор був чемпіоном з кулачного бою, а Платон — в панкратіоні.

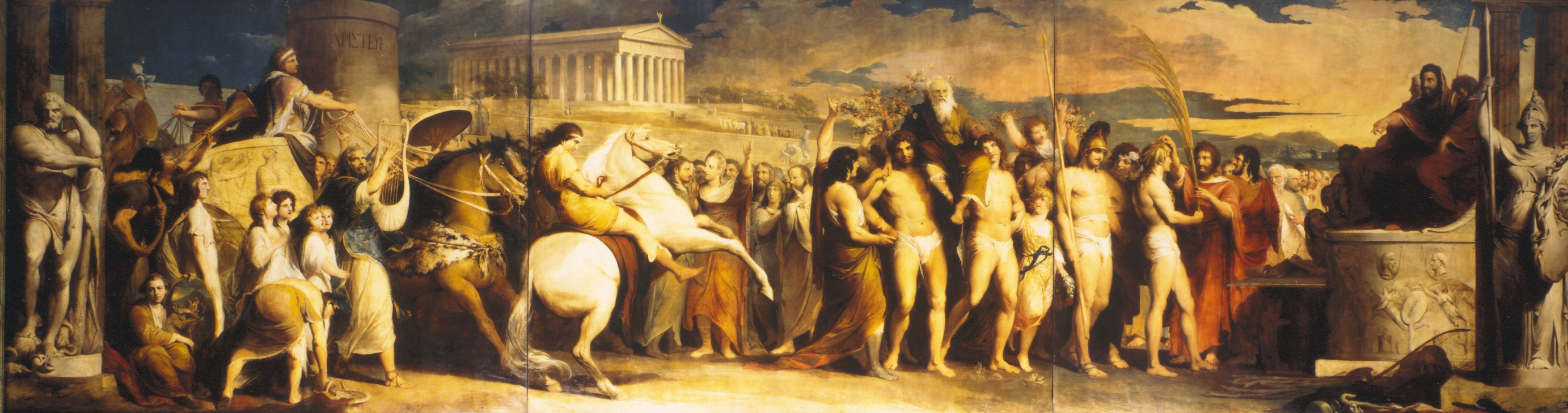
Нагородження олімпіоніків. Картина Джеймса Баррі XIX ст.

## Сучасні Олімпійські ігри
Ідея відродження Олімпійських ігор неодноразово висловлювалася впродовж XIX століття. Думка про відродження Олімпійських ігор в Греції належала поетові Панайотісу Суцосу, а втілена в життя була громадським діячем Евангелесом Заппасом. Комплексні міжнародні спортивні змагання проводяться з 1896 року раз на чотири роки. Олімпійські ігри сучасності організовує Міжнародний олімпійський комітет (МОК).